# 約拿丹·賽斯通
約拿丹·賽斯通（英語：Jonathan Sexton；1985年7月11日—）是一位愛爾蘭橄欖球運動員。他是愛爾蘭國家橄欖球隊的一員，代表愛爾蘭參加了2015年世界盃橄欖球賽。